# FIFA 09
FIFA 09 es la decimosexta entrega publicada por Electronic Arts de la serie FIFA Soccer. Desarrollado por EA Canadá, es publicado por Electronic Arts en todo el mundo bajo el sello EA Sports. Fue lanzado el 3 de octubre de 2008 en Europa, el 2 de octubre de 2008 en Australia, el 14 de octubre en Estados Unidos y el 28 de octubre en México.
La demo fue lanzada el 10 de septiembre para PC y el 11 de septiembre para PlayStation 3 y Xbox 360. Esta demo te da la posibilidad de jugar un partido con 6 clubes diferentes, además de ver las nuevas facetas de este FIFA 09.
Existen diferentes portadas para las versiones de FIFA 09. En la mayoría de las portadas aparece Ronaldinho con diferentes futbolistas de cada región: en la versión de América del Norte aparecen Guillermo Ochoa y Maurice Edu; en la versión alemana, Kevin Kurányi; en la versión italiana, Daniele de Rossi; en la irlandesa, Richard Dunne; en la de Francia,  Franck Ribéry y Karim Benzema; en la versión húngara, Balázs Dzsudzsák; en la de Portugal, Ricardo Quaresma; en la española, el argentino Gonzalo Higuaín; en la portada de Suiza, Tranquillo Barnetta y en las del Reino Unido y Australia se da la aparición del futbolista inglés Wayne Rooney o la del futbolista portugués Cristiano Ronaldo junto con el futbolista inglés John Terry.

## Características
Se ha afirmado en una entrevista con David Rutter, que hay más de 250 mejoras en el juego.
Entre las mejoras introducidas en el nuevo FIFA se encuentran: una mejora de respuesta que permite una rápida devolución del balón, una mejora en el off-the-ball, un nuevo sistema que tiene en cuenta la fuerza de los jugadores cuando van hombro a hombro y nuevas animaciones.
Otro de los más grandes cambios que ha sido totalmente renovado es el sistema de colisión, que calcula la velocidad, peso y potencia cuando los jugadores chocan, ya que cada jugador tendrá su propia fuerza y el poder de estadísticas en función de las características de su cuerpo.
También se ha añadido una mejora en los porteros que permite un mejor posicionamiento, mejores reacciones y recuperación del balón más rápida después de un rebote.
No hay mejora con el clima y el tiempo, que una vez más no es dinámico.

## Modos de juego
-Patada inicial : Un partido con equipos aleatorios y estadio aleatorio, con las opciones de tiempo que tu quieras: 2, 4, 6 y 8 minutos
-Partido de exhibición : un partido que nos permite elegir todas las opciones de juego, incluyendo duración, equipos, estadio, tiempo atmosférico, balón etc.
-Partido Juega Pro : partido en donde elegimos a 1 jugador y manejamos al jugador, diciéndole que me la pasen Incluyendo al portero pero podemos decir que tiren excepto al portero
-Modo DT: en este modo nos convertimos en el gerente de un equipo y manejamos al equipo y sus finanzas durante toda la temporada, al acabar la temporada tenemos la opción de seguir otro año en el club o cambiar de equipo.
-Temporada: una única temporada con un equipo en el que nos limitamos a jugar.
-Carrera Juega Pro : en este modo tomamos el control de un jugador y vamos ascendiendo posiciones en su club, en la selección y elegimos si queremos fichar por otros equipos que se interesaran en nosotros en función de nuestro rendimiento.
-Partida Online : jugamos contra otra persona a través de internet.(solo para PC, PS3, XBOX 360)
-Liga interactiva : jugamos una liga con otras personas a través de internet, en esta liga los equipos seleccionables los elige el creador.
-Partido 10 vs 10 : seleccionamos un jugador y junto a otras 9 personas formamos un equipo, jugaremos contra otro equipo formado por 10 jugadores.
-Modo libre: permite seleccionar un jugador para practicar regates y faltas, nuestro único rival es el guardameta.

## Ligas
Para esta edición, las ligas son las mismas que aparecieron en FIFA 08 
| - 1. Bundesliga - 2. Bundesliga - T-Mobile Bundesliga1 - Jupiler League - Serie A2 (*) - Gambrinus liga - Premier League de Escocia - Liga BBVA - Liga Adelante - Major League Soccer - Ligue 1 - Ligue 2 - Eredivisie - Premier League | - Football League Championship - Football League One - Football League Two - Serie A3 (*) - Serie B (*) - League of Ireland - Liga MX8 - Tippeligaen - Ekstraklasa6 (*) - Liga Sagres - Allsvenskan7 - Axpo Super Liga - Turkcell Süper Lig |

### Resto del Mundo
Para esta edición se pierden una gran cantidad de clubes de Brasil, Polonia, Suiza y Sudáfrica, aunque se agregan algunos clubes como los recién descendidos de la liga brasileña, 2 de la 2.ª de Suiza, y un club de la 2.ª división de Polonia, también se marca el regreso del Panathinaikos F.C. tras ausentarse en la edición anterior. 
| Union de Curtidores - Carpi - La Piedad (2) - Colibríes (2) - Fortaleza (2) - Juventude (2) - VfB Lübeck (2) - Ponte Preta (2) - São Caetano (2) - Perugia | US Pistoiese - Licata Calcio - Panathinaikos F.C. (Vuelve) - PAOK F.C. - Kaizer Chiefs - Orlando Pirates - Acireale (2) - Servette FC (2) (Vuelve) - St. Gallen (2) (Vuelve) - Alebrijes Oaxaca (2) (Vuelve) |

(*) Logo y nombre de la liga están sin licenciar
1SC Rheindorf Altach y SK Sturm Graz aparecen en el juego sin escudos reales.
2Goiás Esporte Clube y Sport Club Internacional aparecen en el juego sin escudos, camisetas ni nombres reales.
3Bologna F.C. 1909, Catania Calcio, Cagliari Calcio, Genoa C.F.C., S. S. C. Napoli, U.S. Città di Palermo aparecen en el juego sin escudos, camisetas ni nombres reales.
4A.C. Ancona, A.S. Cittadella, Salernitana Calcio 1919 aparecen en el juego sin escudos, camisetas ni nombres reales.
5Modena FC y Treviso F.B.C. 1993 aparecen en el juego con la camiseta de la temporada anterior.
6Piast Gliwice, Polonia Warsaw, Śląsk Wrocław aparecen en el juego sin escudos, camisetas ni nombres reales.
7AIK Fotboll, Djurgårdens IF Fotboll, Hammarby IF, IFK Göteborg aparecen en el juego sin escudos, camisetas ni nombres reales.
8Jaguares de Chiapas aparece en el juego sin camiseta en PS2 
(2) Juegan en la 2.ª división de su respectivo país.

## Selecciones nacionales
Para esta edición, las novedades son las ausencias de las selecciones de Gales y Nigeria, a su vez se recuperan las licencias de la selecciones de Camerún, China y Nueva Zelanda, aunque se pierden las licencias de las selecciones de Holanda y Polonia.
| - Alemania (L) - Argentina (L) - Australia (L) - Austria (L) - Bélgica (L) - Brasil (L) - Bulgaria (L) - Camerún (L) - China (L) - Corea del Sur (L) - Croacia (L) - Dinamarca (L) - Ecuador (L) - Escocia (L) - Eslovenia (L) - España (L) - Estados Unidos (L) - Finlandia - Francia (L) - Grecia (L) | - Holanda - Hungría - Inglaterra (L) - Irlanda (L) - Irlanda del Norte (L) - Italia (L) - México (L) - Noruega (L) - Nueva Zelanda (L) - Paraguay (L) - Polonia - Portugal (L) - República Checa (L) - Rumania (L) - Rusia - Sudáfrica - Suecia (L) - Suiza - Turquía (L) - Ucrania - Uruguay |

## Diferencias de consolas

### Versión Wii
La versión Wii del juego es titulada FIFA 09 All-Play, lanzada exclusivamente para esta plataforma, pero sus gráficos no mejoraran mucho y se parecerán mucho a la versión del 2008 para wii.

### Versión DS/PSP
En las versiones DS y PSP se incluye por primera vez el modo Be-a-pro.

### Versión PS2
Han sido modificadas velocidad y gráficas del juego aportando nuevos balones y 41 jugadores editados, nuevos menús, los gráficos son más fluidos comparándolo con FIFA 07 Y FIFA 08. Esta versión para PS2 no cuenta con modo ONLINE, cosa por lo cual EA Sports ha sido criticada. En cuanto a los modos de juego todo se mantiene intacto respecto de la entrega anterior.
Para muchos esta entrega se queda muy atrás en comparación con las anteriores entregas de FIFA en la que se veía un cambio radical desde la versión del 2003.

## Estadios
Para las consolas PS2, PS3 y Xbox 360 los estadios son los siguientes:
Estadios Licenciados
 Gales
- Millenium Stadium (Selección de Gales)

 Inglaterra
- Wembley Stadium (Selección de Inglaterra)
- Emirates Stadium (Arsenal)
- Stamford Bridge (Chelsea)
- Old Trafford (Manchester United)
- Anfield (Liverpool)
- St James' Park (Newcastle United)

 Francia
- Parc des Princes (PSG)
- Stade Vélodrome (Olympique Marseille)
- Stade de Gerland (Olympique de Lyon)

 Italia
- Stadio delle Alpi (Juventus F.C., Torino F.C.)1
- San Siro  (A.C. Milan e Internazionale de Milán)
- Estadio Olímpico (Lazio, A S Roma y Selección de Italia)

 Alemania
- Allianz Arena (Bayern de Múnich, 1860 Múnich)
- BayArena (Bayer Leverkusen)
- Hsh nordbank arena (Hamburgo S.V.)
- Olympiastadion (Hertha de Berlín y Selección de Alemania)
- Signal Iduna Park (Borussia Dortmund)
- Veltins-Arena (FC Schalke 04)

 España
- Estadio Mestalla (Valencia C. F.)
- Camp Nou (F. C. Barcelona)
- Vicente Calderón (Atlético Madrid)

 México
- Estadio Sergio León Chávez (Irapuato)
- Estadio Jalisco (Chivas de Guadalajara), (Atlas)

Estadios Genéricos
- Aloha Park
- Crown Lane
- El Bombastico
- El Medio
- El Reducto
- Estadio de las Artes
- Estadio estilo olímpico
- Estadio del Pueblo
- Estadio Latino
- Euro Arena
- Euro Park
- Football Ground
- Fussball Stadion
- Ivy Lane
- O Dromo
- Olímpico Generitico
- Stade Municipal
- Stadio Classico

En la versión de PC, estos estadios están en la base de datos del FIFA 09
- Old Trafford
- Stade de Gerland
- San Siro
- Camp Nou
- Highbury
- Stadio delle Alpi
- Signal Iduna Park
- Estadio de Mestalla
- BayArena
- Anfield
- Parc des Princes
- Stade de France
- Ámsterdam Arena
- Stade Felix-Bollaert
- Constant Vanden Stock
- Estadio Olímpico
- Estadio cerrado
- Estadio abierto
- Estadio ovalado
- Stamford Bridge
- Vélodrome
- Estadio div. 1 RU
- Estadio div. 1 Euro
- Estadio div. 2 RU
- Estadio div. 2 Euro
- Estadio div. 3 RU
- Estadio div. 3 Euro
- Entrenamiento urbano
- Entrenamiento rural
- HSH Nordbank Arena
- Estadio Vicente Calderón
- Aveiro Municipal
- Braga Municipal
- St. James Park
- Atatürk
- Estadio José Alvalade
- Millennium Stadium
- Estadio genérico
- Estádio da Luz
- Estadio Mundialista de Seúl
- Estadio Mundialista de Daegu
- Estadio do Dragao
- Estadio moderno sudamericano
- Estadio moderno Euro
- Estadio do Bessa XXI
- Mercedes-Benz Arena
- AWD Arena
- Olympiastadion
- Allianz Arena
- Commerzbank Arena
- Wembley Stadium
- Emirates Stadium
- Home Depot Center
- Estadio Jalisco

## Nuevos rasgos
Sobre la plataforma Wii, aparte de tener el modo de juego clásico "11 vs 11" tendrá el modo arcade en el "8 vs 8". Este nuevo modo de juego se llamará Footii Match, en el cual podrás jugar con tu mii o con estrellas del fútbol como Ronaldinho, Wayne Rooney, entre otras, creadas y personalizadas para esta versión.
Ha sido confirmada la nueva versión de Be a Pro, teniendo la opción de jugar hasta 4 temporadas, la nueva versión se llamará Be a Pro: Seasons. Podrá ser jugado como un jugador real o un jugador creado por el usuario.

## FIFA 09 "Clubs"
Posibilitará que cualquier jugador cree clubs a los que otros usuarios podrán unirse y así formar parte de la plantilla, con un total de 50 integrantes máximos por cada club. Una vez formado nuestro equipo podremos pasar a competir en el modo Be a Pro de 10 vs 10 en línea, los que hayan creado el club y por lo tanto figuren como gestores del mismo, van a poder ojear a otros jugadores e intentar ficharlos a golpe de talonario. Sólo podrá disfrutarse en Xbox 360, PlayStation 3 y PC.

## Banda sonora
La Banda sonora para el FIFA 09 fue anunciada por EA Sports el 14 de agosto de 2008. Se interpretan 42 canciones de 22 países.
| - Black Kids - "I'm Not Gonna Teach Your Boyfriend How to Dance With You (The Twelves Remix)" - Caesars Palace - "1ne" - Chromeo - "Bonafide Lovin' (Yuksek Remix)" - CSS - "Jager Yoga" - Curumin - "Magrela Fever" - Cut Copy - "Lights and Music" - Damian Marley - "Something for You (Loaf of Bread)" - Datarock - "True Stories" - DJ Bitman - "Me Gustan" - Duffy - "Mercy" - Foals - "Olympic Airways" - Gonzales - "Working Together (Boys Noize Remix)" - Hot Chip - "Ready for the Floor (Soulwax Remix)" - Jakobínarína - "I'm a Villain" - Junkie XL - "Mad Pursuit" - Jupiter One - "Platform Moon" - Kasabian - "Fast Fuse" - Ladytron - "Runaway" - Lykke Li - "I'm Good I'm Gone" - Macaco - "Moving'" - MGMT - "Kids" - My Federation - "What Gods Are These" | - Najwajean - "Drive Me" - Plastilina Mosh - "Let U Know" - Radiopilot - "Fahrrad" - Reverend and the Makers - "Open Your Window" - Sam Sparro - "Black and Gold" - Flavio Mandinga Project - "Lo Mejor Del Mundo" - Soprano - "Victory" - The Airborne Toxic Event - "Gasoline" - The Bloody Beetroots - "Butter" - The Fratellis - "Tell Me a Lie" - The Heavy - "That Kind of Man" - The Kissaway Trail - "61" - The Kooks - "Always Where I Need to Be" - The Pinker Tones - "The Whistling Song" - The Script - "The End Where I Begin" - The Ting Tings - "Keep Your Head" - The Veronicas - "Untouched" - The Whip - "Muzzle #1" - Tom Jones - "Feels Like Music (Junkie XL Remix)" - Ungdomskulen - "Modern Drummer" |